# 渥美俊英
渥美 俊英（あつみ としひで、1955年 - ）は、日本のシステム開発エンジニア、クラウドエバンジェリスト。

## 概要
1982年に日本のSIベンダーである電通国際情報サービスに入社後、約30年以上にわたり金融システム開発に従事し技術統括部長などを歴任。
定年退職後は、アマゾンウェブサービスジャパン株式会社（Amazon Web Services）にエンタープライズエバンジェリストとして入社（2015年7月 - 2016年6月）して日本のクラウドコンピューティング普及に尽力した。
AWS退職後は、クラウド推進役として数社の顧問役、社外取締役などを務めている。
好奇心が強く多趣味であり、園芸やアンティークオルゴールを楽しむため英国王立園芸協会（RHS）や国際オルゴール協会（MBSI）、日本オルゴール愛好会の会員として積極的にイベントに参加している。

## 経歴
2000年頃からエンジニアのOSSコミュニティ活動に関心を持ち、JAWS-UGには黎明期から参加、毎年あちこちに登壇。現在はFin-JAWS(金融)運営メンバ、JAWS-UG運営事務局の監査役、チームとしてJAWS Samurai 2021表彰。
2010年からAWSの革新性、行動理念に共鳴し、IT業界を変革してゆくものと確信。金融機関向けAWS対応セキュリティリファレンス策定コアメンバー。
経産省クラウド情報セキュリティマネジメントガイドライン活用ガイド執筆メンバー。
主な職歴
- 1982年4月 - 2015年6月　電通国際情報サービス[6][7]
- 2015年7月 - 2016年6月　アマゾンウェブサービスジャパン株式会社 のエンタープライズエバンジェリスト[8][9]
- 2017年 - 　スカイアーチネットワークス（Skyarch Networks Inc.）の顧問[10]
- 2018年 - 　ビッグツリーテクノロジー&コンサルティング（BTC Corporation）の顧問[11]

主な業界活動
- 2012年　AWS FISC対応セキュリティリファレンス策定メンバ
- 2013年　経産省クラウド情報セキュリティマネジメントガイドライン活用ガイド策定委員
- 2015年　Azure FISC対応セキュリティリファレンス策定メンバ
- 2016年から　一般社団法人日本クラウドセキュリティアライアンス(CSAJ)副会長[12]、ISACA東京支部会員、日本システム監査人協会会員、FinTech協会会員
- 2021年から　Japan Google Cloud Usergroup for Enterprise（愛称：Jagu'e'r）金融分科会 会長[13]